# Ruff-Abbau
Der Ruff-Abbau, auch Ruff-Fenton-Abbau, ist eine oxidative Decarboxylierung von Aldosen, benannt nach Otto Ruff und Henry John Horstman Fenton.
Der deutsche Chemiker Ruff veröffentlichte im Jahre 1898 eine Methode zur Umwandlung der D-Gluconsäure in D-Arabinose. Das Calciumsalz der Carbonsäure (Calcium-D-gluconat) wurde dazu mit Wasserstoffperoxid in Gegenwart von Eisensalzen abgebaut. Auch weitere Aldonsäuren konnten nach dieser Methode oxidativ decarboxyliert werden.

## Reaktionsmechanismus
Im ersten Schritt wird der Zucker 1 (eine schematisch gezeichnete Aldose) durch wässrige Bromlösung zu einer Aldonsäure 2 oxidiert. Im zweiten Schritt wird die Carboxygruppe mit Wasserstoffperoxid und Eisen(III) abgespalten. Das nun endständige Kohlenstoffatom, das zuvor noch eine Hydroxygruppe trug, wird bei diesem Schritt zu einer Aldehydfunktion oxidiert 3. Die Kohlenstoffkette der Aldose 1 wird so um ein Kohlenstoffatom verkürzt, es entsteht die Aldose 3.